# Наушера
Наушера или Наушахра(пушту نوښار‎) — город в пакистанской провинции Хайбер-Пахтунхва, центр одноимённого округа.

## География
Наушера находится недалеко от Пешавара. Через город проходит Великий колёсный путь. Центр города располагается на высоте 270 м над уровнем моря.

## Население
| 1961   | 1972   | 1981   | 1998   | 2012    |
| ------ | ------ | ------ | ------ | ------- |
| 43 757 | 55 916 | 74 913 | 89 428 | 118 594 |

## Известные уроженцы
- Мухаммед Иджаз-уль-Хак
- Кади Хусейн Ахмад